# Борис Грежов
Борис Апостолов Грежов е български филмов режисьор, един от пионерите на българското кино, син на Апостол Грежов от Дъмбени.

## Биография
След завършване на средното си образование заминава да учи машинно инженерство в Мюнхен, където става ученик и асистент на режисьора Х. Прехтъл от известната филмова къща „Нордиск“. /По същото време за „Нордиск“ работи и Карл Теодор Драйер/. След завръщането си в България заснема своя дебютен филм, „Момина скала“ (1922). В този филм, освен режисьор и сценарист, Борис Грежов е изпълнител на главната роля. Следва комедията „Весела България“, заснета през 1928 г.
Създаденият през 1929 г. филм „След пожара над Русия“ (по повестта на Панчо Михайлов „Под земята“) се счита за един от най-представителните български неми филми. Въпреки претенциозното заглавие, сюжетът е съсредоточен върху романтичната любов между пернишкия миньор Алексей и жената на главния инженер в мините. Този филм е кинодебют на Константин Кисимов, който изиграва ролята на злодея надзирател Гърбицата.
Константин Кисимов изиграва ролята на злодея и в следващия, най-известен филм на Борис Грежов –„ Безкръстни гробове“ (1931), по сценарий на Бончо Несторов. Партнират му първите сили на Народния театър по това време – Кръстьо Сарафов и Елена Снежина. Николай Хрелков написва текста за пролога на „Безкръстни гробове“: "Тежки размирни години... Тъмно було се стеле над българската земя. Пламъците се издигат, пълзят отвсякъде и обхващат просторите... Буря! Светкавици просветват... В паника бягат гладни, объркани хора. Стреля картечница. Падат трупове... Юни!... Септември!... Април!...”. Първата картина на филма е селянка, коленичила до безкръстен гроб. На екрана се появяват думите: „Нашите майки все в черно ходят, все нази жалят“. В тази мрачна селска любовна драма има редица алюзии за политическите събития през 1923-1925. Филмът е драстично съкратен от цензурната комисия и вижда екран с помощта на председателя на XXIII ОНС Александър Малинов.
Следват филмите „За родината“ (1940) и „Шушу-мушу“ (1941). През 1947 г. режисьорът отново се събира с Константин Кисимов, за да заснемат космополитната мелодрама „Изкупление“.
Борис Грежов е заснел редица кинопрегледи в периода 1941-1944, както и документалния филм „Той не умира“ (1949).

## Филмография
Като режисьор
- Той не умира (1949)
- Изкупление (1947)
- Шушу-мушу (1941)
- За родината (1940)
- Безкръстни гробове (1931)
- След пожара над Русия (1929)
- Весела България (1928)
- Момина скала (1922)

Като сценарист
- Той не умира (1949)
- За родината (1940)
- Момина скала (1922)

Като актьор
- Момина скала (1922) ... Стоян

Като оператор
- Отечествен кинопреглед (1982)